# سن-میشل-دو-اسکاتک، کبک
سَن-میشِل-دو-اِسکاتِک (به فرانسوی: Saint-Michel-du-Squatec) قصبه‌ای در منطقه شهری تمیسکوواتا ناحیه با-سن-لوران در استان کبک کانادا است. در سرشماری سال ۲۰۱۱ این قصبه ۱٬۳۰۲ نفر جمعیت داشته‌است و مساحت آن ۳۶۳٫۱ کیلومتر مربع است.